# Lygodactylus heterurus
Espèce
Statut de conservation UICN

 LC  : Préoccupation mineure
Lygodactylus heterurus est une espèce de geckos de la famille des Gekkonidae.

## Répartition
Cette espèce est endémique de Madagascar.

## Liste des sous-espèces
Selon The Reptile Database (11 octobre 2012) :
- Lygodactylus heterurus heterurus Boettger, 1913
- Lygodactylus heterurus trilineigularis Rösler, 1998

## Publications originales
- Boettger, 1913 : Reptilien und Amphibien von Madagascar, den Inseln und dem Festland Ostafrikas. in Voeltzkow, Reise in Ost-Afrika in den Jahren 1903-1905 mit Mitteln der Hermann und Elise geb. Heckmann-Wentzel-Stiftung. Wissenschaftliche Ergebnisse. Systematischen Arbeiten. vol. 3, no 4, p. 269-376 (texte intégral).
- Rösler, 1998 : Eine neue Unterart von Lygodactylus heterurus BOETTGER, 1913 (Reptilia, Sauria: Gekkonidae). Sauria, vol. 20, no 4, p. 31-38.